# کریستین نیکلز
کریستین نیکلز (به انگلیسی: Christian Nikles) (زادهٔ ۲۶ دسامبر ۱۹۹۷) شناگر اهل برونئی است.